# 大滝秀治

九曜（くよう）。 大滝家の家紋。

大滝 秀治（おおたき ひでじ、1925年（大正14年）6月6日 - 2012年（平成24年）10月2日）は、日本の俳優・ナレーター・実業家。昭和時代中期から平成時代中期にかけて活躍した。位階は正四位。勲等は旭日重光章。文化功労者。
株式会社劇団民藝代表取締役などを歴任した。

## 概要
本名同じ。身長167cm、体重63kg、血液型O型。母親が里帰りしたため出生地は新潟県現・上越市であるが、生まれてすぐ戻ったため出身地は東京・本郷。2011年（平成23年）に文化功労者として顕彰された。名優の一人として舞台・テレビドラマ・映画・テレビコマーシャルと60年以上にわたり幅広く活躍。劇団民藝に所属し、宇野重吉没後には奈良岡朋子と共に代表を担っていた。1987年（昭和62年）から1988年（昭和63年）にかけて活動した女優の大滝久美は次女。同期には奈良岡・内藤武敏がいる。

## 来歴

### 舞台俳優へ
4人兄弟の末っ子として生まれた。1943年（昭和18年）に旧制・私立駒込中学校（駒込高等学校）を卒業して、三田の電話局に勤務した。1945年（昭和20年）に通信兵として召集される。戦後は大手町の電話局で、進駐軍を担当した。
帝国劇場で研究生募集のチラシを見たのがきっかけとなり(「23歳の頃に観たトルストイの舞台劇『復活』に感銘を受けたことがきっかけ」とも言われている)、1948年（昭和23年）に東京民衆芸術劇場附属俳優養成所に1期生で入所後、1949年（昭和24年）に『風の吹く一幕』で初舞台を踏む。しかし同劇団の創設者である宇野重吉から、大滝の甲高く、かすれた独特の声を指して「おまえの声は壊れたハーモニカのようだから、演劇には向かないと思う」と評され、演出部へ移った。
1950年（昭和25年）の民藝創設に参加し、旗揚げ公演のチェーホフの『かもめ』に出演する。1952年（昭和27年）には『冒した者』の代役に起用されたことがきっかけで俳優に転じ、正式に劇団員となったが長年裏方ばかりの不遇時代が続く。
1970年（昭和45年）の舞台『審判』で初主演に抜擢され、作品のテーマである東京裁判に関する文献を買い込み必死に勉強した。この演技で第5回紀伊國屋演劇賞個人賞を受賞。時に45歳での受賞であった。これが転機となり、以来民藝の看板俳優のひとりとして数多くの舞台に出演した。『巨匠』『浅草物語』『らくだ』などが舞台の代表作であり、演劇賞も多く受賞している（下述）。2011年（平成23年）には多年に亘る演劇活動に対する功績を評価され、文化功労者に推挙された。

### 映画・テレビドラマなどでの活躍
1952年（昭和27年）に公開された新藤兼人の監督映画『原爆の子』など民藝がユニット出演した作品などに端役で出演していたが、1955年（昭和30年）の『ここに泉あり』で主要キャストに抜擢された。当時、民藝が日活と提携契約していた関係で1960年代は日活のアクション映画などに、主に悪役で出演した。
1970年代以降も巨悪や黒幕役を数多く演じ、山本薩夫監督の社会派映画『華麗なる一族』『金環蝕』『不毛地帯』で大物政治家を演じる一方、今井正監督の『あにいもうと』では、主人公の父親役でブルーリボン賞の助演男優賞（『不毛地帯』の演技と共に受賞）、キネマ旬報賞の助演男優賞、第1回報知映画賞の助演男優賞を受賞。
映画では市川崑や伊丹十三、篠田正浩作品に常連として出演。市川作品では「金田一耕助シリーズ」全5作に出演、2006年のリメイク版『犬神家の一族』にも出演した。伊丹作品ではコミカルな役に起用されていた。1970年代半ばの大作ブームでは引っ張りだことなり、1977年から1979年の3年間で全国公開された大作の8割近くに出演した。
テレビドラマでは、悪役を経て、1970年のドラマ「わが青春のとき」（日本テレビ）で倉本聰作品に初出演。以降、1975年から1981年にかけて地方の巡査を演じた『うちのホンカン』での主演を筆頭に、倉本作品にも多く起用された。1977年からの8年間にわたっては『特捜最前線』でたたき上げの刑事・船村一平役でレギュラー出演し、認知度が上がり人気を博した。その後は、徹底した役柄の人物造形に年齢による渋みが加わった。
「飄々（）としつつも時には激昂する」という独特の芸風が人気を集め、関根勤のモノマネレパートリーの1人としても知られるようになる。モノマネは大滝公認であり、1999年には「真似（まね）して真似され二人旅」で関根との共演を果たしている。
江口隆哉の考案した体操でハップという掛け声を云わされたことからあだ名はハップで、奈良岡朋子などの仕事仲間から長年に渡りこの名前で呼び慕われていた。
2002年（平成14年）から俳優の岸部一徳と共演している大日本除虫菊（金鳥）のCMでは、迫真かつユーモラスな演技を見せ、このCMは2004年（平成16年）に東京コピーライターズクラブ賞のグランプリを受賞した。先述のモノマネも、このCMのセリフが使用されることが多い。
やずやのCMの中では宇野に自らの声を「壊れたハーモニカ」と評された先述のエピソードを吐露している。これは暗に舞台演出家への転向を促されたものであった。大滝自身も自分は声も顔も悪く、若い頃より老け役を演じることが多かったと振り返っており、様々な老人役を演じた。

### 死去
2011年（平成23年）暮れから体調不良になり、その後病院の診断を受けて2012年（平成24年）2月27日に右肺にがんが見つかった。同年6月の舞台『うしろ姿のしぐれてゆくか』への出演を取りやめたため、2011年6月から7月にかけて行われた舞台『帰還』が、最後の舞台出演となった。
主治医から手術や放射線治療を勧められたが、本人は「体へのダメージが大きく、役者復帰に支障が出るから」と拒否し、その後は抗がん剤治療に専念。入院中は本を読み漁るようになり、次女の勧めで最後に読んだ漫画家・赤塚不二夫のエッセイ本『これでいいのだ』を気に入った。2012年6月末に間質性肺炎を併発したが病状が安定した9月7日に退院し、自宅療養となった。
がんになる前は60kgあった体重が42kgにまで減っていた。入院中にドラマ出演の依頼があり、その後の生活では「12月と来年1月にはロケだから体力をつけないと」と言ってカツ丼やステーキを食べるなど自分を奮い立たせていた。
しかし10月2日に容態が急変し、同日午後3時17分、肺扁平上皮がんのため東京都内の自宅で死去した。87歳没。大滝の棺には、生前愛用していたセーターや鉛筆、同期女優の奈良岡朋子の手編みのマフラー、代表作『審判』・『巨匠』及び生前いつか演じたいと思い続けていた『なよたけ』の台本、上記の『これでいいのだ』の本が納められた。
同年10月22日港区の青山葬儀所でお別れの会が行われた。この会には倉本聰、八千草薫など仕事関係者や一般参列者を含む約980人が駆けつけた。奈良岡朋子が葬儀委員長を務め、後輩女優の樫山文枝が司会を担当し、日色ともゑが弔電を紹介した。祭壇は故人の遺志で「シンプル」をテーマに、劇団民藝演出部が製作した。戒名は「瑞藝院秀聲居士（ずいげいいんしゅうせいこじ）」。当時の天皇（現・上皇明仁）から、一般の香典にあたる祭粢料が贈られた。
また、最後の作品となった映画『あなたへ』で共演した高倉健は、大滝との共演シーンで涙を流したと語っており、「あの芝居を間近で見て、あの芝居の相手でいられただけで、この映画に出て良かった、と思ったくらい、僕はドキッとしたよ。あの大滝さんのセリフ（「久しぶりに、きれいな海ば見た」）の中に、監督の思いも、脚本家の思いも、みんな入ってるんですよね」と振り返っている。

## 人物

### 役者としての考え方
役者としてのモットーは、「役にふける、浸る、込める」。演じる役柄の人生を深く追求して役作りをしていくスタイルだった。周りからは役を突き詰めているように見えたが、本人は多くの場合、満足感を得ることはなかったという。
味わいのある庶民的な役柄でお茶の間を和ませたことから、視聴者からは「好々爺」という印象を持たれることがよくあった。しかし意外にも大滝の演技の根源にあるのは実は狂気で、本人は「役者ってのは、心の中に何かしらの“狂気”というものを持っていないと表現できる分野を超えることができない」との考えを持っていた。
また、演じることの難しさに悩み多き役者人生を送っており、生前「今までどんな役でも、やって楽しいと思えたことは一度もないです」と語ったことがある
。
「服（衣装）はその人物の歴史を表しているから、土地や仕事の匂いまで感じさせなくてはいけない。」との考えを持っていた。『北の国から』ではリアリティを出すため、用意された衣装ではなく地元住民からジャンパーや帽子などを半ば強引に借りて撮影に臨んだ。このため撮影期間中は、周りから「追いはぎの大滝」と呼ばれていた。

### 周りからの評価など
倉本聰は、「大滝さんは役者としては大変な奇人。役の中に入り込むと他のことが全く見えなくなるヘンテコな人なんです」と評している。倉本が自身の作品の中で特に大滝の演技が優れている役として、『北の国から』の北村清吉役と『前略おふくろ様』の岡野次郎兵衛役を挙げている。
倉本によると『北の国から』で大滝が演じる北村清吉の設定は、当初の脚本では「牧場経営者で、元は満州からの引揚者」という大雑把なことだけ書いていた。“引揚者の清吉がどういう理由で北海道の開拓に入ったか”を考えた大滝は、倉本との話し合いで台本にない過去を創作することで役柄に説得力を持たせた。また、撮影期間中は一日の撮影が全て終わるまでは、カメラが回っていない休憩時間も大滝秀治ではなく清吉として過ごしていた。
北海道放送時代に倉本作品でプロデューサーを務めた長沼修は、「大滝さんは必ず撮影の数日前にはスタジオに入り、セットの中でセリフをブツブツと呟きながら身体に覚え込ませていました。大滝さんの佇まいは、まるでそこで何十年も暮らしてきたかのように溶け込んでいました」と回想している。
劇団民藝の劇団員である内藤安彦は、「芝居になると、日常とは違う次元に行ってしまうような人でした。大滝さんは『台本を手放したら俺はその役から遠くなる(気持ちが離れる)』と言って、台本をいつも持ち歩いてました」と語っている。

### その他
- 生まれたときから髪が白に近い灰色で、眉も白かった。このため、中学受験時の保護者同伴の面接試験の前にはトイレへ母と入り、マッチを擦って消し炭にして眉を書いて臨んだ。しかし、面接官に「その眉はどうしたのかね」と尋ねられたことで途端に母に手を引かれ学校を出た。本人は「その晩、母は泣いていた」と書いている。
- 若い頃に胸の持病があり、30歳の頃に左肺を切除している[9]。
- 奥村公延とは将棋仲間だった[18]。
- 倉本聰とは飲み友達。また倉本にとって、大滝は“芝居作りの師匠”と呼べる存在でもあった[8]。
- 奈良岡朋子とは、1948年に劇団民藝養成所の1期生として入団した同期生で、それ以来大滝が亡くなるまでの長年に渡り交流があった[8]。
- 好きな俳優は勝新太郎で、役を演じる時の迫力に惹かれていた[8]。
- 趣味は将棋のほか、クラシック音楽の鑑賞、落語や浪曲を聞くこと。
- 一般人からサインを頼まれた時はサインに加えて、時間がある時は自身の似顔絵や演じた役の印象的なセリフも一緒に書いていた[注釈 13]。
- 子供の頃から母親に大変可愛がられて育ったため、人見知りで知らない人と打ち解けるのに時間がかかった。普段は気が小さく心配症な性格で繊細な一面を持っていた[8]。
- 1955年（昭和30年）に結婚し、世田谷区池尻の都営アパートで新婚生活を送った[8]。妻との間に長女と次女が生まれた。長女の夫は、舞台演出家の山下悟[5]。

## 受賞
- 紀伊國屋演劇賞個人賞（1970年） 『審判』
- 名古屋ペンクラブ賞（1973年）
- ブルーリボン賞 助演男優賞（1976年） 『不毛地帯』、『あにいもうと』
- 第50回キネマ旬報ベスト・テン 助演男優賞（1976年） 『あにいもうと』
- 第1回報知映画賞 助演男優賞（1976年） 『あにいもうと』
- 第12回 読売演劇大賞 大賞・最優秀男優賞（2005年） 『巨匠』、『浅草物語』
- 第64回 文化庁芸術祭（演劇部門・関東参加公演の部）大賞（2009年） 『らくだ』
- 第36回日本アカデミー賞 最優秀助演男優賞（2013年） 『あなたへ』[19]

## 栄典
- 紫綬褒章（1988年（昭和63年））
- 勲四等旭日小綬章（1995年（平成7年））[20]
- 文化功労者（2011年（平成23年））
- 正四位・旭日重光章（歿日付）

## 出演作品

### 舞台
- かもめ（1952年）
- 審判（1970年）
- 円空遁走曲（1973年）
- 払えないの? 払えないのよ!（1985年）
- 第二次大戦のシュベイク（1988年）
- 研師源六（1995年）
- 夏の盛りの蝉のように（1998年）
- 炎の人―ヴァン・ゴッホ小伝（2000年）
- 紙屋町さくらホテル（2001年）
- 巨匠（2004年）
- 山猫理髪店（2005年）
- 坐漁荘の人びと（2007年）
- らくだ（2009年）※2010年1月30日「ハイビジョンステージ」（NHK-BShi）にて中継録画放送
- どろんどろん（2010年）
- 帰還（2011年）

### 映画
- 原爆の子（1952年、近代映画協会） - 長屋の男
- 夜明け前（1953年、新東宝）
- どぶ（1954年、新東宝）
- ここに泉あり（1955年、中央映画） - 岸辺
- 倖せは俺等のねがい（1957年、日活） - 牛乳屋
- 姿なき顔役（1958年、日活） - 坂井健次
- その壁を砕け（1959年、日活） - 裁判官A
- にあんちゃん（1959年、日活） - いりこ屋主人西河
- 危険な女（1959年、日活） - 庄田咲次
- ガラスの中の少女（1960年、日活） - 大学の同僚
- 十代の狼（1960年、日活） - 顔役
- 警察日記 ブタ箱は満員（1961年、日活） - ダイナマイト犯
- 何もかも狂ってやがる（1962年、日活） - 調査員
- サラリーマン物語シリーズ（日活）
  - サラリーマン物語 新入社員第一課（1962年） - 戸田人事課長
  - サラリーマン物語 敵は幾万ありとても（1962年） - 阿部専務
- 乳房を抱く娘たち（1962年、大映） - 農協理事
- 当りや大将（1962年、日活） - 禿げ頭
- 青春を返せ（1963年、日活） - 間島弁護士
- 天国と地獄（1963年、東宝） - 新聞記者[注釈 14]
- アリバイ（1963年、日活） - 陳
- さすらいの賭博師（1964年、日活） - 相原
- 黒い太陽（1964年、日活） - ポンコツ屋の親爺
- 人生劇場（1964年、日活） - 甚
- 七人の刑事 終着駅の女（1965年、日活） - 山越刑事
- 日本列島（1965年、日活） - 涸沢
- 証人の椅子（1965年、大映） - 高瀬検事
- 大日本チャンバラ伝（1965年、日活） - 田舎の警察官
- 二人の世界（1966年、日活） - 古田
- 燃える雲（1967年、日活） - 林泰三
- 黒部の太陽（1968年、日活） - 上条班長
- 首（1968年、東宝） - 水戸の医師室田
- 野獣の復活（1969年、東宝）
- 私が棄てた女（1969年、日活） - 清水修造
- やくざの横顔（1970年、日活） - 園村
- 野獣都市（1970年、東宝） - 花谷
- 戦争と人間 第一部（1970年、日活） - 劉
- 橋のない川 第二部（1970年、ほるぷ映画） - 米屋
- 男の世界（1971年、日活）
- 呪いの館 血を吸う眼（1971年、東宝） - 老人[21]
- 顔役（1971年、ダイニチ映配） - 西野
- 海軍特別年少兵（1972年、東宝映画） - 他吉
- あゝ声なき友（1972年、松竹） - 弁護士
- 座頭市物語 折れた杖（1972年、東宝） - 飯岡助五郎
- 子連れ狼 冥府魔道（1973年、東宝） - 慈恵和上
- 桜の代紋（1973年、東宝 / 勝プロ） - 大星
- 華麗なる一族（1974年、東宝） - 社民党代議士・荒尾留七
- 悪名 縄張荒らし（1974年、東宝） - シルクハットの親分
- 実録飛車角 狼どもの仁義（1974年、東映） - 村山隆造
- 無宿（1974年、東宝） - 大場博人
- 沖田総司（1974年、東宝） - 医者
- 青い山脈 （1975年、東宝） - 井口基蔵
- 暴力金脈（1975年、東映） - 長尾宗吉
- 球形の荒野（1975年、松竹） - 岡野
- 金環蝕（1975年、大映映画） - 法務大臣・神原孝
- 神戸国際ギャング（1975年、東映） - 楊徳元
- 同胞（1975年、松竹） - 松尾中学校校長
- 童貞（1975年、松竹） - 伊吹孟
- 男はつらいよシリーズ（松竹）
  - 男はつらいよ 葛飾立志篇（1975年） - 住職
  - 男はつらいよ 寅次郎夕焼け小焼け（1976年） - 古書店主
  - 男はつらいよ 噂の寅次郎（1978年） - 旅の雲水
- 君よ憤怒の河を渉れ（1976年、大映映画） - 遠波善紀
- 妖婆（1976年、松竹） - お島の父
- 不毛地帯（1976年、東宝） - 久松経済企画庁長官
- 石坂浩二の金田一耕助シリーズ（東宝）
  - 犬神家の一族（1976年） - 大山神官
  - 悪魔の手毬唄（1977年） - 権藤医師
  - 獄門島（1977年） - 鬼頭儀兵衛
  - 女王蜂（1978年） - 加納弁護士
  - 病院坂の首縊りの家（1979年） - 加納巡査
- あにいもうと（1976年、東宝）- 赤座
- パリの哀愁 (1976年)
- 遠い一本の道（1977年、左プロ） - 家族会役員
- 八甲田山（1977年、東宝） - 中林大佐
- 坊っちゃん（1977年、松竹） - 狸
- 突然、嵐のように（1977年、松竹） - サギ師稲葉
- 人間の証明（1977年、東映） - おでん屋の客
- 八つ墓村（1977年、松竹） - 諏訪弁護士

惑星大戦争（1977年、東宝） - 松沢博士
- 火の鳥（1978年、東宝） - スクネ
- 皇帝のいない八月（1978年、松竹） - 野口
- 冬の華（1978年、東映） - 一郎
- 犬笛（1978年、三船プロ） - 宇佐美外事課長
- 野性の証明（1978年、日本ヘラルド映画 / 東映） - 野村総理府長官
- 聖職の碑（1978年、東宝） - 渡辺
- 鬼畜（1978年、松竹） - 銀行の貸付係
- 赤穂城断絶（1978年、東映） - 山田宗徧
- ブルークリスマス（1978年、東宝） - 竹入論説委員
- 日蓮（1979年、松竹） - 道善
- 闇の狩人（1979年、松竹） - 芝の治平
- 影武者（1980年、東宝） - 山県昌景
- 地震列島（1980年、東宝） - 丸茂教授[22]
- 太陽の子 てだのふあ（1980年） - 刑事
- 思えば遠くへ来たもんだ（1980年、松竹） - 千厩校長
- 純（1980年、東映セントラルフィルム） - 村田一郎
- 駅 STATION（1981年、東宝） - 相場
- 日本の熱い日々 謀殺・下山事件（1981年、松竹） - 唐沢
- 未完の対局（1982年、東宝） - 橋本隆吉
- 幻の湖（1982年、東宝） - 藤掛三河
- 海峡（1982年、東宝） - 岡部
- 迷走地図（1983年、松竹） - 法務大臣・三原伝六
- 居酒屋兆治（1983年、東宝） - 相場先生
- 瀬戸内少年野球団（1984年、ヘラルド・エース） - 足柄忠勇
- お葬式（1984年、ATG） - 雨宮正吉
- タンポポ（1985年、東宝） - 老人
- 時代屋の女房2（1985年、松竹） - クリーニング店・今井さん
- 夜叉（1985年、東宝） - 親爺
- 熱海殺人事件（1986年、ジョイパックフィルム） - 鬼島作二
- 植村直己物語（1986年、東宝） - 植村松太郎
- 落葉樹（1986年、近代映画協会） - 伊左衛門
- Apartment Fantasy めぞん一刻（1986年、東映） - 和尚
- 鑓の権三（1986年、表現社） - 岩木忠太兵衛
- 子象物語 地上に降りた天使（1986年、東宝） - 栗田宏
- 波光きらめく果て（1986年、松竹） - 徳田校長
- 首都消失（1987年、東宝） - 北斗電機技術顧問・大田原精一郎
- マルサの女（1987年、東宝） - 露口
- 帝都物語（1988年、東宝） - 織田完之
- 敦煌（1988年、東宝） - ナレーター
- 海へ 〜See you〜（1988年、東宝） - 氷川プロ社長
- あ・うん（1989年、東宝） - 旅館の番頭
- オルゴール（1989年、東映） - 今里恭平
- 黒い雨（1989年、東映） - 藤田医師
- 少年時代（1990年、東映） - 風泊の駅長
- あげまん（1990年、東宝） - 千々岩頭取
- 天と地と（1990年、角川映画） - 橘屋又三郎
- 天河伝説殺人事件（1991年、東映） - 仁礼神宮
- ミンボーの女（1992年、東宝） - プールの老人（ホテルの会長）
- 川の流れのように（2000年、東宝） - 中山孫七
- どら平太（2000年、東宝） - 今村掃部
- 白い船（2002年、ゼアリズ・エンタープライズ） - 林太郎
- 13階段（2003年、東宝） - 久保
- スパイ・ゾルゲ（2003年、東宝） - 西園寺公望
- 偶然にも最悪な少年（2003年、東映） - 質店の主人
- IZO（2004年、チームオクヤマ） - 茶室の老人
- ミラーを拭く男（2004年） ‐ 熊代秀治
- CASSHERN（2004年、松竹） - 上条将軍
- 蟬しぐれ（2005年、東宝） - 関口晋助
- 旅の贈りもの 0:00発（2006年、アクロスザユニバース） - 真鍋善作
- 明日の記憶（2006年、東映） - 菅原卯三郎
- 犬神家の一族（2006年、東宝） - 大山神官
- K-20 怪人二十面相・伝（2008年、東宝） - 羽柴会長
- 母べえ（2008年、松竹） - 野村医師
- ウルルの森の物語（2009年） - 知里辰二郎
- 春との旅（2010年） - 金本重男
- 大奥（2010年、松竹） - 村瀬の声
- あなたへ（2012年、東宝） - 大浦吾郎[注釈 15]

### テレビドラマ
- こどもの時間（NHK総合）
  - 二つのお月様（1953年）
  - 密林を越えて（1958年）
- 夫婦百景（日本テレビ）
  - 第26話「聖女房」（1958年）
  - 第61話「ファウル亭主」（1959年）
- お好み日曜座（NHK総合）
  - 最後の橋（1959年）
  - モーニング（1959年） - 運転手
  - 銅婚式（1959年）
- 慎太郎ミステリー・暗闇の声 / 雨の降る日は天気が悪い（1959年、KR）
- 指名手配 第12話「尊属殺人事件」（1960年、NET）
- この空の下に 第6話「愛の像」（1960年、日本テレビ）
- サスペンスタイム 第9話「告白」（1960年、NET）
- テレビ劇場（NHK総合）
  - 冬の海辺（1960年）
  - 妻の詩（1961年）
  - インスタント都市（1962年）
- 三菱ダイヤモンド劇場・直木賞シリーズ 第17話「終身未決囚」（1960年、フジテレビ）
- 戦争（フジテレビ）
  - 第2話「鼠」（1960年）
  - 第25話「寮」（1960年）
- カメラマン物語 第23話「真相」（1960年、KR）
- 東芝土曜劇場 第78話「若い刑事」（1960年、フジテレビ）
- ここに人あり（NHK総合）
  - 第165話「冬来たりなば」（1961年）
  - 第170話「一粒の麦」（1961年）
- サンヨーテレビ劇場 / 息子の青春（1961年、TBS）
- グリーン劇場 第20話「密航」（1961年、TBS）
- 決定的瞬間 第22話「天使昇天」（1961年、日本テレビ）
- プリンススリラー劇場（フジテレビ）
  - 蝮の家 前編・後編（1961年）
  - 笑う男 前編・後編（1961年）
- 日立劇場 / 誕生日はきっと（1961年、TBS）
- シャープ火曜劇場（フジテレビ）
  - 第4話「誰よりも君を愛す」（1961年）
  - 第81話「まごころ」（1963年） - ふみ子のおじ
- 女の園 第7話「紅葉狩」（1961年、NHK総合）
- 結婚 第3話「ミイラ取り」（1962年、フジテレビ）
- 文芸劇場 第39話「我が家の亡霊」（1962年、NHK総合）
- 松本清張シリーズ・黒の組曲 第16話「一年半待て」（1962年、NHK総合） - 須村要吉
- 名作推理劇場 / 晩餐後の筋書（1962年、毎日放送）
- 東芝日曜劇場[23]（TBS）
  - 第321話「冬の女」（1963年）
  - 第407話「あたしとあなた1」（1964年）
  - 第546話「ライオン狩り」（1967年）
  - 第790話「風船のあがる時」（1972年）
  - 第837話「二人だけの道 その2」（1972年）
  - 第843話「祇園花見小路」（1973年） - 政吉
  - 第877話「ばんえい」（1973年、北海道放送） - 小松
  - 第926話「りんりんと」（1974年、北海道放送）
  - 第962話「うちのホンカン」（1975年、北海道放送） - 主演・河西公吉
  - 第984話「うちのホンカン PART II」（1975年、北海道放送） - 河西公吉
  - 第1022話「うちのホンカン PART III」（1976年、北海道放送） - 河西公吉
  - 第1057話「うちのホンカン PART IV」（1977年、北海道放送） - 河西公吉
  - 第1082話「帰郷」（1977年）
  - 第1131話「スパイスの秋」（1978年）
  - 第1266話「うちのホンカン PART V」（1981年、北海道放送） - 河西公吉
  - 第1305話「うちのホンカン PART6」（1981年、北海道放送） - 河西公吉
  - 第1405話「たぬきの休日」（1983年、北海道放送）
  - 第1501話「小さな島で」（1985年）
  - 第1602話「ことわれなくて」（1987年）
  - 第1654話「週末の恋人」（1988年）
  - 第1725話「娯楽の殿堂 いわない座」（1990年）
  - 第1872話「除雪車より愛をこめて」（1993年）
- 事件記者 第160話「情報」（1963年、NHK総合）
- 大河ドラマ（NHK総合）
  - 赤穂浪士（1964年） - 岡林杢之助
  - 源義経（1966年） - 北条時定
  - 春の坂道（1971年） - 木食上人
  - 国盗り物語（1973年） - 吾平
  - 花神（1977年） - 二宮敬作
  - 獅子の時代（1980年） - 甚助
  - 独眼竜政宗（1987年） - 虎哉宗乙
  - 八代将軍吉宗（1995年） - 徳川光貞
  - 毛利元就（1997年） - 榮秀
- 判決（NET）
  - 第72話「わが道をゆく」（1964年）
  - 第104話「刑事八〇四号法廷」（1964年） - 高田
  - 第156話「残されたきず」（1965年）
- ダイヤル110番 第348話「黒山天狗の強迫」（1964年、日本テレビ）
- 男ありて 第10話「ハダカの王様」（1964年、日本テレビ）
- おかあさん 第301話「母の土」（1965年、TBS）
- 連続テレビ小説（NHK総合）
  - おはなはん（1966年）
  - 水色の時（1975年）- 医師・岩沼
  - さくら（2002年） - 松下武朗（ジェームス・武朗・松下）、ナレーションも兼任
- NHK劇場 / 三国屋おなみ（1967年、NHK総合）
- シオノギテレビ劇場 / 東京物語（1967年、フジテレビ）
- 泣いてたまるか 第35話「翼あれば」（1967年、国際放映 / TBS）
- 東京バイパス指令 第60話「もう一つの顔」（1969年、東宝 / 日本テレビ）
- 男は度胸（1970年、NHK総合） - 天忠和尚
- 木枯し紋次郎シリーズ（C.A.L / フジテレビ）
  - 第1シーズン 第12話「木枯しの音に消えた」（1972年） - 箱田の六兵衛※大滝譲二名義
  - 第2シーズン 第20話「上州新田郡三日月村」（1973年） - 徳左衛門
- 長谷川伸シリーズ 第6話「一本刀土俵入」（1972年、東映 / NET）
- 遠山の金さん捕物帳 第133話「いかさまに命を賭けた男」（1973年、東映 / NET） - 伝造
- 水戸黄門 （C.A.L / TBS）
  - 第4部 第10話「あの紅が憎い -天童-」（1973年） - 北島将監
  - 第43部 第20話「裏切り者は誰だ!? -日光-」（2011年12月5日） - 専修[注釈 16]
- 赤ひげ 第24話「しじみ河岸」（1973年、NHK総合）
- 必殺シリーズ[24]（松竹 / 朝日放送）
  - 必殺仕置人 第1話「いのちを売ってさらし首」（1973年） - 闇の御前（浜田屋庄兵衛）
  - 必殺仕置屋稼業 第4話「一筆啓上仕掛が見えた」（1975年） - 桔梗屋仁左衛門
  - 必殺仕業人 第10話「あんたこの宿命をどう思う」（1976年） - 弥蔵
- 追跡 第14話「幻（まぼろし）の天使」（1973年、C.A.L / フジテレビ）
- 太陽にほえろ! （東宝 / 日本テレビ）
  - 第62話「プロフェッショナル」（1973年9月21日） - 糸山源次郎
  - 第183話「金庫破り」（1976年1月16日） - 堀田常吉
- 荒野の素浪人 第2シリーズ 第16話「博徒狩り」（1974年、三船プロ / NET） - 田部井の波羅八
- 右門捕物帖 第23話「消えた男」（1974年、東映 / 日本テレビ） - 深川の文七
- 前略おふくろ様（1975年 - 1976年、日本テレビ） - 岡野次郎兵衛
- 痛快! 河内山宗俊（1975年 - 1976年、勝プロ / フジテレビ） - 森田屋清蔵
- 破れ傘刀舟 悪人狩り（三船プロ / NET）
  - 第44話「青春の挽歌」（1975年） - 和泉屋徳兵衛
  - 第87話「謎の梅屋敷」（1976年） - 鉄斉
- 同心部屋御用帳 江戸の旋風 第21話「二百両の女」（1975年、東宝 / フジテレビ）
- 江戸を斬るシリーズ（TBS / C.A.L）
  - 江戸を斬るII 第19話「桜吹雪が闇に舞う」（1976年3月15日） - 石川圭庵
  - 江戸を斬るIII 第18話「医は仁術か算術か」（1977年） - 沢田玄庵
- 銀河テレビ小説（NHK総合）
  - ある日鳥のように（1976年） - 春吉
- 高原へいらっしゃい 第14話（1976年、TBS） - 巨匠画家・原田一英
- 隠し目付参上 第6話「からくり三太はなぜ泣いたか」（1976年、三船プロ / 毎日放送） - からくり御前
- Gメン'75 第82話「刑法240条 強盗殺人罪」（1976年、東映 / TBS） - 片桐石松
- 人魚亭異聞 無法街の素浪人 第17話「狼たちの挽歌」（1976年、三船プロ / NET） - 和泉屋仙右衛門
- 俺たちの朝（1976年 - 1977年、東宝 / 日本テレビ） - 滝村嘉市
- 特捜最前線（1977年4月 - 1979年9月、1980年7月 - 1984年12月、1985年2月 - 8月、1987年1月、東映 / テレビ朝日） - 船村一平警部補
- あにき（1977年、TBS） - 松井安全堂
- 日本の戦後（NHK総合） - チャーチルの声
  - 第1話「日本分割 知られざる占領計画」（1977年）
  - 第5話「一歩退却二歩前進 二・一ゼネスト前夜」（1977年）
- 浮浪雲 第8話（1978年、石原プロ / テレビ朝日） - 鈴木長十郎
- 白い巨塔（1978年、フジテレビ） - 大阪地方裁判所裁判長
- たとえば、愛 第2話（1979年、TBS） - 森村大蔵
- 陽はまた昇る（1979年、フジテレビ） - 鈴木公三郎
- 木曜ゴールデンドラマ（よみうりテレビ）
  - 悪霊の棲む館（1980年8月21日、日本テレビ）
  - あらたなる旅立ち（1980年10月2日）
  - 右の腕（1982年7月15日）
  - 母の悲劇（1982年10月28日）
  - もう一度ロマンス（1990年7月19日）
  - 夢と共に去りぬ（1991年2月14日、中京テレビ）
- 関ヶ原（1981年、TBS） - 北庵法印
- 振り袖御免 江戸芙蓉堂医館（1981年9月11日、フジテレビ / 東宝） - 吾助
- 北の国から（1981年、フジテレビ） - 北村清吉
  - 北の国から、83冬（1983年、フジテレビ）
  - 北の国から、84夏（1984年、フジテレビ）
  - 北の国から、92巣立ち(1992年、フジテレビ)
- 望郷・美しき妻の別れ（1983年、フジテレビ） - 松田千代松
- 俺の見た海（1983年7月23日、関西テレビ） - 老人
- ニュードキュメンタリードラマ昭和 松本清張事件にせまる 第22回「三億円事件の犯人は?」（1984年、東映 / テレビ朝日） - 平塚八兵衛
- 昨日、悲別で（1984年、日本テレビ）
- ハロー！グッバイ（1985年、TBS）
- 松本清張サスペンス 隠花の飾り / 遺墨（1986年、関西テレビ）
- ふたたびの街（1986年8月6日、NHK総合） - 幸治
- とんぼ 第四回「東京のバカヤロー!」（1988年10月28日、TBS） - 伊能三郎（特別出演）
- 夕陽をあびて（1989年、NHK総合） - 土屋竜作
- 宮本武蔵（1990年、テレビ東京）- 厨子野耕介
- 世にも奇妙な物語（CX）
  - 「おじいちゃんの恋文」（1990年） - 根上平八
  - 「まだ恋は始まらない」（1991年） - 永田健一
- 月曜ドラマスペシャル（TBS）
  - 代議士秘書の犯罪（1990年） - 二連木代議士
  - 松本清張作家活動40年記念 西郷札（1991年） - 西蓮寺住職
  - 親子弁護士の探偵帖（1995年 - 1997年） - 戸田太一郎
- 忠臣蔵 風の巻・雲の巻（1991年、フジテレビ） - 吉良上野介
- 月曜・女のサスペンス / 第九の流れる家（1991年、テレビ東京） - 大出洋
- 火曜サスペンス劇場 / 松本清張作家活動40年記念ドラマ「けものみち」（1991年12月、日本テレビ） - 鬼頭洪太
- 風林火山（1992年、日本テレビ）
- 運命峠 (1993年、フジテレビ)
- 決闘鍵屋の辻 荒木又右衛門（1993年、日本テレビ） - 大久保彦左衛門
- 並木家の人々（1993年、フジテレビ） - 並木邦太郎
- 星の金貨（1995年、日本テレビ） - 森岡四郎
- 竜馬がゆく（1997年、TBS） - ジョン万次郎
- テレビ朝日開局40周年2000年山田太一スペシャルドラマ そして、友だち（2000年、テレビ朝日）
- 昨日の敵は今日の友（2000年、NHK総合） - 小川晃造
- 松本清張特別企画・危険な斜面（2000年、TBS） - 西島卓平
- 人情しぐれ町（2001年、NHK総合） - 佐兵衛
- ある日、嵐のように（2001年、NHK総合）
- 鬼平犯科帳 第9シリーズ 第1話「大川の隠居」（2001年4月17日、松竹 / フジテレビ） - 浜崎の友蔵
- 剣客商売（松竹 / フジテレビ）
  - 第3シリーズ 第2話「鬼熊酒屋」（2001年） - 熊五郎
  - スペシャル「女用心棒」（2006年） - 鉄五郎
- ゴールデンボウル（2002年、日本テレビ） - 田之上道雄（ゴールデンボウルオーナー）
- 最後の弁護人（2003年、日本テレビ） - 花岡清十郎
- 乱歩R（2004年、よみうりテレビ） - 小林芳雄
- 水曜プレミア / つぐない（2004年、TBS）- 河原勇男
- 人生はフルコース（2006年、NHK総合） - 生田正一
- HTBスペシャルドラマ / 大麦畑でつかまえて（2006年、北海道テレビ） - 矢木沢敬三
- ハケンの品格 第7話、第10話（2007年、日本テレビ） - S&F会長
- 浅草ふくまる旅館 第2シリーズ（2007年、TBS） - 清水辰三郎
- 相棒 Season 6 第8話「正義の翼」（2007年、東映 / テレビ朝日） - 脇田勝彦
- 東京大空襲（2008年3月17日・18日、日本テレビ） - 現在の大場博人
- 課長島耕作（2008年6月25日、日本テレビ）- 初芝電産・木野会長
- 監査法人 第5話、第6話（2008年、NHK総合） - 尾張部品会長・武田勝次
- 歓喜の歌（2008年9月7日、北海道テレビ） - 中村伊佐次
- 木曜劇場 / 風のガーデン（2008年10月9日、フジテレビ） - 認知症の老人※フジテレビ開局50周年記念ドラマ
- 母恋ひの記（2008年12月13日、NHK総合）
- 第8回文芸社ドラマスペシャル / 逆転夫婦の珈琲ワルツ（2009年2月15日、テレビ朝日） - 吉沢毅
- 朝食亭（2009年3月8日、WOWOW） - 日野下老人
- 落日燃ゆ（2009年3月15日、東映 / テレビ朝日） - 西園寺公望
- さくら道（2009年3月17日、読売テレビ） - 武者小路実篤※読売テレビ開局50年記念ドラマ
- 京都迷宮案内 2時間スペシャル（2009年）（2009年6月25日、テレビ朝日） - 末松弥一郎
- ぼくの妹（2009年、TBS） - 櫻井忠治
- 花祭（2009年10月3日、CBC） - 白山乙弥
- シューシャインボーイ（2010年3月24日、テレビ東京） - 鈴木菊治
- 離婚同居 （2010年5月 - 6月、NHK総合）- ナレーション
- 天使のわけまえ（2010年7月、NHK総合）- 坂下広吉
- ハンチョウ〜神南署安積班〜 シリーズ3 File.12「伝説の85歳老詐欺師」（2010年9月20日、TBS）- 増山吉雄
- 塀の中の中学校（2010年10月11日、TBS） - 佐々木昭男
- 金曜プレステージ（フジテレビ）
  - 産科医大河内あかね（2010年12月3日）
  - 刑事・鳴沢了2〜偽りの聖母〜（2011年5月20日） - 鳴沢浩次
- NHKスペシャル「さよなら、アルマ〜赤紙をもらった犬〜」（2010年12月18日、NHK総合） - 朝比奈太一（現代）
- 「浅見光彦シリーズ」第40弾「棄霊島」（2011年5月6日（金曜プレステージ）・2011年5月7日（土曜プレミアム）、フジテレビ） - 桧山泰造

### 劇場アニメ
- チスト みどりのおやゆび（1990年、東映） - ムスタッシュ
- カッタ君物語（1995年） - 長老
- いのち輝く灯（1999年、北九州市＆教育委員会＆同和問題啓発推進協議会） - 盲目の老人・昭吉

### ゲーム
- 大玉（2006年） - ナレーション、家老

### 吹き替え
- 陽気なネルソン（1952年 - 1966年、NHK総合） - オジー・ネルソン
- インベーダー（1967年、テレビ朝日）#2  - メイラー博士(ハロルド・グールド)
- リッチマン・プアマン (1979年、NHK総合) - アクスル・ジョーダッシュ:エドワード・アズナー

### ドキュメンタリー
- ハイビジョン特集「全身“役者魂”大滝秀治〜84歳 執念の舞台」（2010年1月23日、NHK BShi）

### ナレーション
- JOCX-TV+「ねこに、こんばんは。」（1990年10月 - 1991年9月、フジテレビ）
- 人間劇場「37歳序二段力士奮闘記あきらめてたまるか！」（1998年、テレビ東京）
- ハイビジョンSL物語 走れ!鉄路の巨人 (2002年、NHK BShi)
- 体操の時間。（2007年 - 2009年、フジテレビ）
- 街道物語（2008年 - 2009年、テレビ朝日・BS朝日）

### ラジオドラマ
- ベルリンが歌っていた（1986年11月22日、NHK-FM） - 第一の人物

### CM
- キンチョール（大日本除虫菊）※ 主に岸部一徳のほか、元井須美子らと共演
- 永谷園
- 公共広告機構（現：ACジャパン）[25]
- 紀文食品
- サントリー
- やずや[26]
- CMのCMキャンペーン
- 柿の葉すし本舗たなか
- ソフトバンクモバイル
- 家庭教師のトライ ※「特捜最前線」の映像を使用
- ジョーコーポレーション（ナレーション）
- BOSSレインボーマウンテン（サントリーフーズ）
- タウンワーク（リクルート）